# Longmen (köpinghuvudort i Kina, Zhejiang Sheng, lat 29,90, long 119,95)
Longmen (kinesiska: 龙门镇) är en köpinghuvudort i Kina. Den ligger i provinsen Zhejiang, i den östra delen av landet, omkring 44 kilometer sydväst om provinshuvudstaden Hangzhou. Antalet invånare är 4 664. Befolkningen består av 2 261 kvinnor och 2 403 män. Barn under 15 år utgör 12,0 %, vuxna 15-64 år 72 %, och äldre över 65 år 15,0 %.
Runt Longmen är det tätbefolkat, med 343 invånare per kvadratkilometer. Närmaste större samhälle är Changkou, 6,8 km väster om Longmen. I omgivningarna runt Longmen växer i huvudsak blandskog.
Genomsnittlig årsnederbörd är 2 207 millimeter. Den regnigaste månaden är juni, med i genomsnitt 474 mm nederbörd, och den torraste är januari, med 82 mm nederbörd.